# Miss World 1964
| Data:                | 12 listopada 1964               |
| Kraj:                | Wielka Brytania                 |
| Miasto:              | Londyn                          |
| Gala finałowa:       | Lyceum Theatre                  |
| Liczba uczestniczek: | 42                              |
| Zwyciężczyni:        | Ann Sidney, Wielka Brytania     |
| Poprzedniczka:       | Carole Joan Crawford, Jamajka   |
| Następczyni:         | Lesley Langley, Wielka Brytania |
| -------------------- | ------------------------------- |

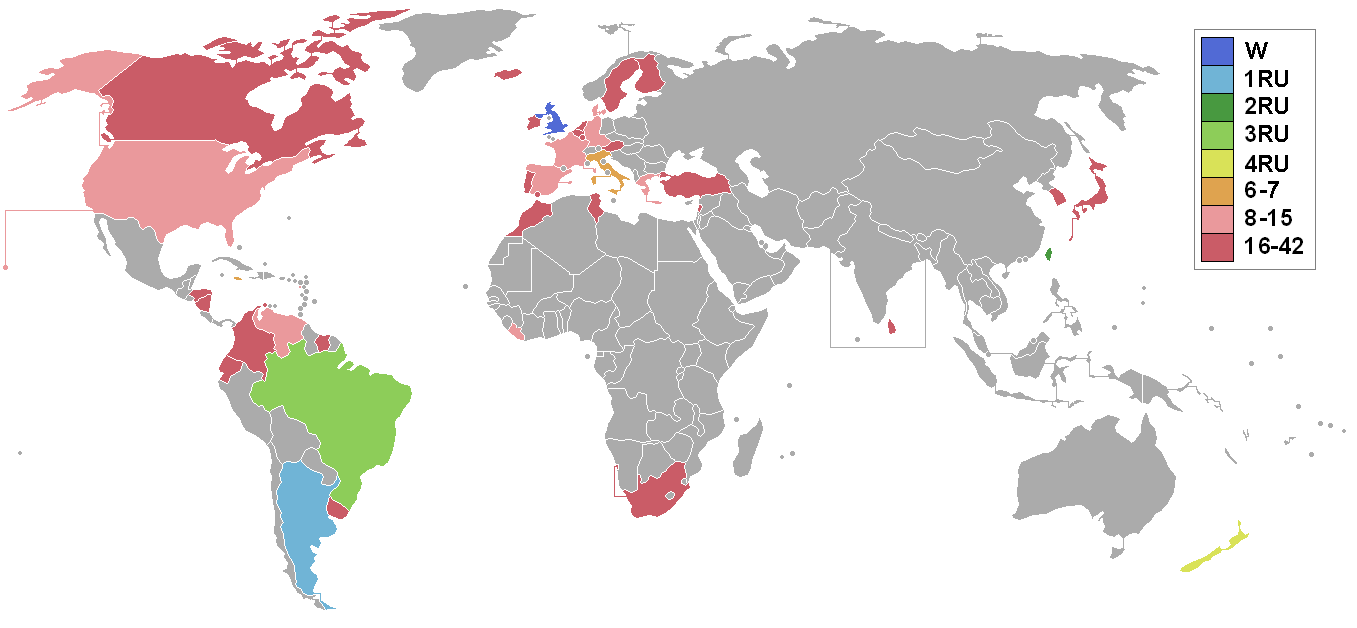
Kraje i terytoria, które wysłały delegacje oraz zajęte miejsce

Miss World 1964 – 14. edycja konkursu piękności Miss World, która zakończyła się sukcesem Brytyjki Ann Sidney. Gala finałowa miała miejsce 12 listopada 1964 r., ponownie w Lyceum Theatre w Londynie. W konkursie debiutowały państwa karaibskie: Aruba i Montserrat.

## Wyniki
| Wyniki finału   | Uczestniczka/Uczestniczki |
| --------------- | --- |
| Miss World 1964 | - Wielka Brytania – Ann Sidney |
| 1. wicemiss     | - Argentyna – Ana Maria Soria |
| 2. wicemiss     | - Tajwan – Linda Lin Su-hsing |
| 3. wicemiss     | - Brazylia – Maria Isabel de Avellar Elias |
| 4. wicemiss     | - Nowa Zelandia – Lyndal Ursula Cruikshank |
| Finalistki      | - Włochy – Mirka Sartori - Jamajka – Erica Joanne Cooke |
| Półfinalistki   | - Dania – Yvonne Mortensen - Francja – Jacqueline Gayraud - Grecja – Mary Kouyoumitzou - Hiszpania – Maria José Ulla Madronero - Liberia – Norma Dorothy Davis - Montserrat – Helen Joseph - RFN – Juliane Herm - Stany Zjednoczone – Jeanne Marie Quinn - Wenezuela – Mercedes Hernández Nieves |

## Uczestniczki
- Argentyna – Ana Maria Soria
- Aruba – Regina Croes
- Austria – Victoria Lazek
- Belgia – Danièle Defrère
- Brazylia – Maria Isabel de Avellar Elias
- Cejlon – Marina Dellerene Swan
- Dania – Yvonne Mortensen
- Ekwador – Maria de Lourdes Anda Vallejo
- Finlandia – Maila Maria Östring
- Francja – Jacqueline Gayraud
- Gibraltar – Lydia Davis
- Grecja – Mary Kouyoumitzou
- Hiszpania – Maria José Ulla Madronero
- Holandia – Renske van der Berg
- Honduras – Araceli Cano
- Irlandia – Mairen Cullen
- Islandia – Rósa Einarsdóttir
- Jamajka – Erica Joanne Cooke
- Japonia – Yoshiko Nakatani
- Kanada – Mary Lou Farrell
- Kolumbia – Paulina Vargas Gilede

- Korea Południowa – Yoon Mi-hee
- Liban – Nana Barakaf
- Liberia – Norma Dorothy Davis
- Luksemburg – Gabrielle Heyrard
- Maroko – Leila Gourmala
- Montserrat – Helen Joseph
- RFN – Juliane Herm
- Nikaragua – Sandra Correa
- Nowa Zelandia – Lyndal Ursula Cruikshank
- Portugalia – Rolanda Campos
- Tajwan – Linda Lin Su-Hsing
- Południowa Afryka – Vedra Karamitas
- Stany Zjednoczone – Jeanne Marie Quinn
- Surinam – Norma Dorothy Tin Chen Fung
- Szwecja – Agneta Malmgren
- Tunezja – Dolly Allouche
- Turcja – Nurlan Coskun
- Urugwaj – Alicia Elena Gomez
- Wenezuela – Mercedes Hernández Nieves
- Wielka Brytania – Ann Sidney
- Włochy – Mirka Sartori

## Notatki dot. państw uczestniczących

### Debiuty
- Aruba
- Montserrat

### Powracające państwa i terytoria
Ostatnio uczestniczące w 1958:
- Maroko

Ostatnio uczestniczące w 1959:
- Gibraltar
- Honduras

Ostatnio uczestniczące w 1961: 
- Liban

Ostatnio uczestniczące w 1962: 
- Ekwador
- Tajwan
- Urugwaj
- Włochy

### Państwa i terytoria rezygnujące
- Cypr
- Jordania
- Nigeria
- Peru

### Państwa nieuczestniczące w konkursie
- Boliwia – Sonia Marino Cárdenas
- Curaçao
- Izrael – Ofira Margalit (służba wojskowa)